# عابر سرير (رواية)

عابر سرير هي الرواية الثالثة والأخيرة في ثلاثية الروائية أحلام مستغانمي بعد روايتيها ذاكرة الجسد الحاصلة على جائزة نجيب محفوظ للإبداع الأدبي وفوضى الحواس الرواية الثانية في الثلاثية وصدرت عام 2003 للميلاد.

## آراء النقاد
يقول صباح زوين من جريدة النهار:
" لا تنفك مستغانمي منشغلة بأمور الكتابة وعالمها المذهل والغريب، وتبدي استغرابها حيال سرّ العالم المكتوب الذي لا تُسبر الغازه فيظل الغموض يلفّ الكلمات وكاتبها. انه صاحب التساؤل الدائم، رواية المحاولة، أي محاولة فهم أحداث الرواية التي ليست وهماً كاملاً ولا واقعاً خالصاً. فتختلط الأسماء والحيوات إلى حدّ يصعب على الكاتب التمييز بين ما يؤلف وما يعيش، إلى حد الهذيان بين تخوم الموت والحياة، فيخال الراوي انه وسواه في الوقت عينه، انه خالد وزيّان وبن طوبال وبن بلّة وآخرين. ألم يغب في يوم واحد كاتب ياسين ومصطفى كاتب؟ ألم يكونا شخصاً واحداً في تابوت واحد تبكيهما امرأة واحدة انما كذلك امرأتان؟ ولا تغفل الكاتبة كذلك تشويش الأمكنة وجغرافيتها ومعالمها إلى حد الدوران وفقدان البوصلة. وكيف لا يفقد الجزائري البوصلة وقد حاربته فرنسا في دياره مثلما قتلته في ديارها، ولا يزال الجرح ساخناً. وتذكر الكاتبة هذه المآسي في محطات عديدة، تسردها في حرارة، من عمق وبعبارات مؤثرة، جارحة، وخصوصاً عندما تصف تلك الأحذية المنتشلة من نهر السين لضحايا العنصرية الفرنسية.
إلا أن الكاتبة لا تضيع في المتاهات السياسية فتلبث سيطرتها مكينة على كتابها مستهدفة قبل كل شيء فن السرد في الرواية، ماضية إلى أبعد الممكن في مساءلة الذات حول الذات الكاتبة، ومساءلة الكتابة حول مفهوم الكتابة.
تتألق مستغانمي في قدرتها على تخريب النظام الظاهري للأشياء إلى حد التشويش شبه الكامل، ففي النهاية، الرواية والحياة ليستا سوى وجهين لعملة واحدة في نظرها.
هكذا عوّدتنات أحلام مستغانمي في الجزءين السابقن من ثلاثيتها. نقع على كتابة داخل الكتاب، انما حيث النوع الأدبي غير محدد، ففي تداخل الحياة والحلم، والواقع والوهم، الحقيقة والكذب، الشخوص الروائية والبشر من لحم ودم، ضمن هذا التداخل الجميل ومزج السيرة الذاتية بالحدث التاريخي، فضلاً عن تقاطع النوع السردي الروائي مع النوع البحثي، لكن شكلاً فحسب، أي ان تكون هذه الرواية، على غرار ما سبقها، تنطوي على خصال الكتابة البحثية لناحية دعم المادة الفكرية - وهنا أفكار الراوي وأحاسيسه - بالمراجع فـ"عابر سبيل" يفيض بالجمل الموضوعة بين مزدوجين (أي مقتبسة من كتاب آخر) والمرفقة باسم صاحبها. وكدت أسأل نفسي في بعض الأحيان هل انا حيال رواية أم دراسة أكاديمية! وكما في كتاباتها السابقة تزخر كتابة مستغانمي اليوم بأسماء الكتّاب والفنّانين العالميين، غربيين وعرباً. أسماء كثيرة مع فارق وحيد انها لم تُدرَج مرقّمة في حواشي الصفحة، وبينها أسماء اميل زولا وسالفادور دالي وبول ايلوار، وبورخيس وغراهام غرين وبلزاك وجان جنيه وبول فرلين ومايكل انجلو وروسو وارخميدس (أُضيفَ العلماء إلى الكتّاب والفنانين) وبيكاسو وفان غوغ وعمر بن ابي ربيعة، وسيرج غينسبور وبروست وماركي دو ساد وهنري ميلر، ورودان، وبول أوستير وأمل دنقل وأحمد شوقي، وكاتب ياسين، ونور الدين فرح، ومالك حداد وبرنارد شو وأحمد بن بلة وآخرين. "
كما يقول شوقي يزبع من جريدة الحياة:
" تتشكل "عابر سرير" من الأثاث نفسه الذي تشـكـلت منـه "ذاكـرة الجسد" و"فوضى الحواس" سواء عبر الوقائع والأحداث أو عبر ذاكرة زيان المشرف على الموت والذي يعيدنا بدوره إلى صورة زياد الشاعر الفلسطيني الذي يتقاسم معه ثلثي الاسم وكامل النزف بين جرحي الجزائر وفلسـطين. لم تكن حياة وفرانسواز (أو كاثرين) القاسم الوحيد المشترك بين خالد الأول وخالد الثاني بل كان بينهما ما يجعلهما معاً مـرآتي الحيـاة في الفن أو الفن في الحيـاة، من دون فـارق يـذكر. فخالد المصور يعكس عبر التصوير الفوتوغرافي جثة الجزائر المنقسمة بين صورة الكلب النافق وصورة الطفل المذعور الذي نجا بأعجوبة من المجزرة المروعة التي أودت بأهله ذبحاً على يد الإرهابيين. وخالد الرسام يعكس عبر رسومه جسور قسنطينة المعلقة بين موتين وأبوابها المواربة التي تنفتح على الحب المستحيل كما على الأمل المستحيل. أما لوحته المميزة "الجسر المعلق" فكانت الثمن الذي لا بد من دفعه لما لا يزيد ثمنه عن كلفة القبر.
عبر "عابر سرير" تصفي أحلام مستغانمي حساباتها مع الوطن الذبيح كما مع الثلاثية التي أنهكتها. فحياة، بطلة الثلاثية، بعودتها إلى زوجها العسكري تعود إلى بيت الطاعة الكابوسي وتتوحد مع "نجمة" بطلة كاتب ياسين المتناهبة من كل جانب والمواراة كذهب الروح البعيد خلف نفايات الأحلام وأكداس المذابح والجثث. أما خالد بن طوبال فيتوزع بين جثة زيان المحملة "متاعاً" على طائرة العودة إلى قسنطينة وبين خالد الآخر الذي تحول بدوره إلى جثة من الصور. هكذا يتحول الفصل الأخير من الرواية إلى زفة لغوية مترعة بالحزن لحلم الجزائر المجهض. وفي بعد رمزي بالغ الدلالة تتحول الطائرة نفسها إلى جزائر مصغرة حيث يجلس "خالد" المصور مثقلاً بالوساوس بين عجوز مطلة على الخرف والموت وبين صبية غامضة وشبيهة بالأبواب المواربة في رسوم زيان، فيما يرقد زيان نفسه جثة في أسفل الطائرة."

## مقطع من الرواية
تقول الكاتبة في روايتها:
«ذلك أن الرواية لم تكن بالنسبة لها، سوى آخر طريق لتمرير الأفكار الخطرة تحت مسميات بريئة.
هي التي يحلو لها التحايل على الجمارك العربية، وعلى نقاط التفتيش، ماذا تراها تخبئ في حقائبها الثقيلة، وكتبها السميكة؟
أنيقة حقائبها. سوداء دائما. كثيرة الجيوب السرية، كرواية نسائية، مرتبة بنية تضليلية، كحقيبة امرأة تريد إقناعك أنها لا تخفي شيئا.
ولكنها سريعة الانفتاح كحقائب البؤساء من المغتربين.
أكل كاتب غريب يشي به قفل، غير محكم الإغلاق، لحقيبة أتعبها الترحال، لا يدري صاحبها متى، ولا في أي محطة من العمر، يتدفق محتواها أمام الغرباء، فيتدافعون لمساعدته على لملمة أشيائه المبعثرة أمامهم لمزيد من التلصص عليه؟ وغالبا ما يفاجأون بحاجاتهم مخبأة مع أشيائه.
الروائي سارق بامتياز. سارق محترم. لا يمكن لأحد أن يثبت أنه سطا على تفاصيل حياته أو على أحلامه السرية. من هنا فضولنا أمام كتاباته, كفضولنا أمام حقائب الغرباء المفتوحة على السجاد الكهربائي للأمتعة.»

## وصلات خارجية
- آراء القراء حول رواية عابر سرير  على موقع أبجد